# عرض (قطاع الأعمال)
يشير مصطلح العرض في قطاع الأعمال إلى العرض المكتوب الذي يقدمه البائع إلى المشتري المحتمل. عادة ما تكون عروض الشركات الخطوة الرئيسية في عملية المبيعات المعقدة، على سبيل المثال، عندما يتجاوز مبتغى المشتري السعر المقبول.
يصيغ العرض متطلبات الزبون في سياق يجعله يفضل منتجات البائع وخدماته، ويعرّف المشتري على قدرات البائع في تلبية حاجاته.

## أنواع العروض
ثمة ثلاث فئات مختلفة لعروض الأعمال:
- العرض الرسمي.
- العرض غير الرسمي
- العروض المقدمة دون طلب.

تُكتب العروض استجابة على الطلبات المنشورة، وتكون متضمنة في نموذج طلب تقديم عرض، أو طلب بيان أسعار، أو طلب العروض، أو طلب المعلومات.

### طلب تقديم عرض
تقدم طلبات العروض مواصفات تفصيلية عما يرغب المستهلك بشرائه، وتتضمن أحيانًا إرشادات لإعداد العرض، بالإضافة إلى معيار تقييمي يستخدمه المستهلك لتقييم العروض. يصدر العملاء طلبات تقديم العروض عندما لا تلبي احتياجاتهم أي من الخدمات أو السلع المتاحة بصورة عامة. تُقدَم طلبات المعلومات لتأهيل البائعين المهتمين بتقديم الخدمة أو السلع لتلبية طلبات معينة. اعتمادًا على الاستجابة لطلبات تقديم المعلومات، تُقدّم طلبات تقديم العروض للباعة المؤهلين ممن تعتقد المنظمة أن بإمكانهم تقديم الخدمات المطلوبة. نادرًا ما يقل عدد صفحات الطلبات المقدمة استجابة على طلبات تقديم العروض عن 10 صفحات، وتصل أحيانًا حتى 1000 صفحة دون بيانات التكلفة.
طلب بيان أسعار
يصدر العملاء طلب بيان أسعار عند ما يرغبون بشراء كميات كبيرة من سلعة ما ولا يشكل السعر المشكلة الوحيدة، على سبيل المثال، عندما يشكل التوافر أو التسليم أو الخدمات مشكلة أيضًا. من الممكن أن تكون طلبات بيان الأسعار تفصيلية جدًا، لذلك من الممكن أن تكون العروض المقدمة استجابة على طلبات بيان الأسعار طويلة لكن بصورة عامة تكون أقصر بكثير من العروض الخاصة بطلبات تقديم العروض.
طلب العروض
يصدر العملاء طلب العروض عند شرائهم بعض الخدمات، مثل خدمات البناء. تكون المتطلبات تفصيلية، لكن العامل الأساسي هو السعر. على سبيل المثال، يقدم العميل مخططات معمارية للمقاولين مستجديًا عروضهم. من الممكن أن تكون هذه العروض طويلة لكن يكمن معظم حجمها في بيانات تقدير التكلفة والجداول التفصيلية.
طلب المعلومات
قبل إصدار طلب تقديم عروض، أو طلب بيان أسعار، أو طلب عروض، يصدر المستهلك أحيانًا طلب معلومات. الهدف منه هو اكتساب «الذكاء التسويقي» حول توافر السلع، والخدمات، والباعة. تُستخدم طلبات المعلومات لتحديد الشكل النهائي لطلبات تقديم العروض، وطلبات بيان الأسعار، وطلبات العروض، لذلك يولي الباعة المحتملون اهتمامًا كبيرًا للاستجابة على هذه الطلبات، آملين أن يشكلوا الطلب الرسمي النهائي لسلعهم أو خدماتهم.

### العروض غير الرسمية
عادة ما تكون العروض غير الرسمية نتيجة للنقاشات بين البائع والعميل المحتمل. يولي العميل اهتمامًا كافيًا للسلعة أو الخدمة ما يدفعه لطلب العرض. لا يطلب العميل عروضًا منافسة من الباعة الآخرين، ويُعرف هذا النوع من العروض باسم العروض وحيدة المصدر، وما من متطلبات رسمية، ولكنه يختار السلع ذات الجودة العالية.

### العروض المقدمة دون طلب
تُعتبر العروض المقدمة دون طلب منشورات تسويقية، وهي عامة عادة، دون رابط مباشر بين حاجات العميل أو متطلبات معينة. يستخدمها الباعة لتعريف العميل المحتمل بالسلع أو الخدمات، وعادة ما تُترك بعد نهاية اللقاء الأول مع العملاء، أو «تُوزع» في العروض التجارية أو اللقاءات العامة من نوع آخر. ليست مصممة لإنهاء صفقة، بل فقط لعرض إمكانية البيع.